# Sonia Greene
Sonia Greene, nome completo Sonia Haft Greene Lovecraft Davis, nata Sonja Simonovna Šafirkin (in ucraino Соня Симоновна Шафіркін?; Ičnja, 16 marzo 1883 – Los Angeles, 26 dicembre 1972), è stata una scrittrice e editrice statunitense di origine ucraina.
È stata anche una modista di successo e una imprenditrice che ha finanziato parecchie pubblicazioni amatoriali nei primi anni del Novecento.
È conosciuta soprattutto per essere stata presidentessa della Amateur Press Association e moglie per due anni dello scrittore statunitense Howard Phillips Lovecraft.

## Biografia
Nacque con il nome di Sonja Simonovna Šafirkin  a Ičnja, una città ucraina nell'impero russo, in una famiglia di religione ebraica. Suo padre, un piccolo commerciante, dopo essere emigrato in Europa orientale, in cerca di miglior fortuna, interruppe, di fatto, ogni contatto con la famiglia e Sonia e la madre Rakel' andarono a vivere presso i nonni materni. È in questo periodo che la bambina assunse il cognome materno Haft (Гафт). Nel 1890, la madre di Sonia lasciò l'Impero, ricongiungendosi a due suoi fratelli già emigrati a Liverpool, dove condusse, con loro, attività commerciale. Nel 1892, la sua decisione di varcare l'oceano ed emigrare negli Stati Uniti, lasciando, in un primo tempo, Sonia in Inghilterra. Dopo aver sposato, a New York, in quello stesso 1892, un commerciante ebreo, Rakel' chiamò presso di sé la figlia Sonia, che non lascerà più gli Stati Uniti.
A 16 anni, Sonia, sposò il russo Samuel Šekendorf, di 10 anni più anziano di lei. Nel 1900, diede alla luce un figlio, morto tre mesi dopo il parto. La secondogenita Florence Carol nacque il 19 marzo 1902. Šekendorf, che cambiò legalmente il suo nome in Stanley Greene, secondo Alfred Galpin, corrispondente di Lovecraft, era "un uomo dal carattere brutale". Il loro matrimonio fu turbolento, segnato dalle intemperanze e dall'infedeltà di Greene e quando si concluse, nel 1916, col suicidio di lui, i due erano già separati da tempo.
Sonia rivelò presto una personalità molto indipendente, cosa non usuale per le donne dell'epoca. Dopo aver lavorato come modista in un emporio, attività alla quale era stata avviata dal patrigno, si laureò presso la Columbia University, affermandosi come una capace donna d'affari. Il suo elevatissimo reddito le permise di affittare una prestigiosa casa per sé e la figlia, in quello che sarebbe divenuto un piacevole quartiere di Brooklyn chiamato Flatbush, e di provvedere alla madre, ormai separata dal marito, e ai suoi due fratellastri nati da quel matrimonio. Finanziò anche varie pubblicazioni amatoriali, partecipando a convegni della stampa amatoriale e indipendente. Incontrò Lovecraft proprio in uno di tali convegni, essendo stata introdotta nel mondo del giornalismo amatoriale da un collega dello scrittore, James F. Morton, nel 1917. Sonia e Howard (nonostante le origini ebraiche di lei e i sentimenti antisemiti talvolta manifestati da Lovecraft) si sposarono nel 1924. Dopo il trasferimento a New York, Sonia perse però il suo lavoro e per lo scrittore fu difficile trovare un impiego. Questo mise in crisi l'unione.

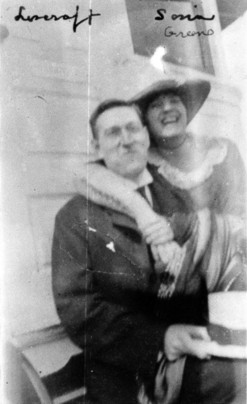
Lovecraft e Sonia Greene nel 1921

Dopo la fine del matrimonio con Lovecraft, avvenuta a inizio 1926, nel 1933 Sonia Greene si trasferì in California. Lì si risposò nel 1936 con Nathaniel Davis, un medico di Los Angeles. Ma lo scioglimento del suo legame con Lovecraft non fu mai formalizzato legalmente: sebbene lo scrittore le avesse assicurato che il divorzio era stato presentato, non firmò mai il decreto finale, pertanto, fino al 1937, anno della morte di Lovecraft, Greene fu tecnicamente bigama. Sonia Greene fu informata di ciò e della prematura morte di Howard solo nel 1945, otto anni dopo la sua scomparsa, e ne fu molto disturbata. Scrisse in seguito sull'esperienza del matrimonio con lo scrittore di Providence, il libro autobiografico The Private Life of H.P. Lovecraft.
La sua storia più famosa è il racconto The Horror at Martin's Beach, revisionato da Lovecraft e pubblicato, in versione rimaneggiata, col titolo The Invisible Monster, dal pulp magazine Weird Tales nel novembre del 1923. La versione originale del racconto, ristabilita dal critico S. T. Joshi, non vide la stampa prima del 1989.
Sua figlia Florence divenne una giornalista di successo con il nome di Carol Weld, ma i rapporti con la madre si erano bruscamente interrotti quando Sonia le aveva impedito di sposare un suo fratellastro, zio di Florence. In seguito a questo contrasto, la ragazza interruppe gli studi e abbandonò la casa materna. Sonia non menziona sua figlia nella sua autobiografia.

## Opere

### Poemi
- "To Florence"
- “Mors Omnibus Comunis (Written in a Hospital)”

### Racconti
- "The Horror at Martin's Beach". Rivisto da H.P. Lovecraft e pubblicato come "The Invisible Monster" (in Weird Tales novembre 1923)[2]
- "Four O'Clock" (rivisto da H.P. Lovecraft e pubblicato solo nel 1949 in Something About Cats and Other Pieces).

### Memorie
- The Private Life of H.P. Lovecraft (scritto con il nome di Sonia H. Davis)

### Saggi/editoriali
Da The Rainbow:
- "Amateurdom and the Editor"
- "Recruiting"
- "Opinion"
- "Commercialism"
- "Amateur Aphorisms"
- "A Game of Chess"
- "Heins versus Houtain"

Da The Oracle:
- "Fact vs. Opinion" (un editoriale contro la censura della pornografia)

### Curatrice editoriale/investitrice
- The Organ of the United Amateur Press Association (pubblicazione amatoriale/fanzine)
- The Rainbow (pubblicazione amatoriale/fanzine)